# Грабе (Опольське воєводство)
Грабе (пол. Grabie, нім. Heinrichsfelde) — село в Польщі, у гміні Лубняни Опольського повіту Опольського воєводства.
Населення — 144 особи (2011).
У 1975-1998 роках село належало до Опольського воєводства.

## Демографія
Демографічна структура станом на 31 березня 2011 року:
|          | Загалом | Допрацездатний вік | Працездатний вік | Постпрацездатний вік |
| -------- | ------- | ------------------ | ---------------- | -------------------- |
| Чоловіки | 77      | 11                 | 53               | 13                   |
| Жінки    | 67      | 14                 | 40               | 13                   |
| Разом    | 144     | 25                 | 93               | 26                   |